# 노란장대족
노란장대족(--長-族, 학명: Sisymbrieae 시심브리에아이[*])은 배추과의 족이다.

## 하위 분류
- 노란장대속(Sisymbrium L.)
- Lycocarpus O.E.Schulz